# The American Dream Is Killing Me
The American Dream Is Killing Me è il primo singolo del Gruppo punk rock statunitense Green Day estratto dall'album Saviors. Il singolo è stato pubblicato il 24 ottobre 2023 dall'etichetta Reprise Records ed è il primo singolo dal 2013 (X-Kid) ad essere prodotto da Rob Cavallo

## Composizione
Il 1º ottobre 2023 il gruppo ha creato un sito web che si chiamava "The American Dream Is Killing Me" che annunciava l'uscita dell'omonima canzone il 24 ottobre 2023, Fino a quella data il gruppo ha fatto molti trailer della canzone, il 24 ottobre è uscita la canzone insieme ad un video musicale. E quello stesso giorno se si entrava nel sito web sopraccitato si poteva comprare un 45 giri che includeva anche la canzone Look Ma, No Brains (che è uscita ufficialmente il 2 novembre 2023). La canzone è stata una delle ultime registrate per l'album Saviors.
"The American Dream Is Killing Me" è una canzone punk rock e pop punk con riff di chitarra che ricordano i loro precedenti album American Idiot del 2004 e 21st Century Breakdown del 2009. Billie Joe ha detto che la canzone è "Il tradizionale sogno americano che non funziona per molte persone, infatti fa male a molte persone"

## Video musicale
Il sopraccitato video musicale è uscito il 24 ottobre 2023, dopo che il gruppo ha fatto molti trailer nei giorni precedenti. Il video rappresenta una signora che ascolta la radio mentre chiusa nel traffico, la radio mette la canzone mentre lei viene attaccata da uno zombie. Il video è stato diretto da Brendan Walter e Ryan Baxley

## Tracce
CD, download digitale
1. The American Dream Is Killing Me – 3:06

7"
- Lato A

1. The American Dream Is Killing Me – 3:06

- Lato B

1. Look Ma, No Brains! – 2:03

## Formazione
Gruppo
- Billie Joe Armstrong - voce e chitarra
- Mike Dirnt - basso e Cori
- Trè Cool - batteria e e percussioni

Produzione
- Rob Cavallo - produzione
- Chris Lord-Alge - missaggio, mastering

## Classifiche
| Classifica (2023)                          | Posizione massima |
| ------------------------------------------ | ----------------- |
| Canada (rock)                              | 1                 |
| Finlandia                                  | 91                |
| Germania                                   | 45                |
| Giappone                                   | 11                |
| Nuova Zelanda                              | 29                |
| Regno Unito (singoli venduti)              | 73                |
| Regno Unito (singoli scaricati)            | 65                |
| Stati Uniti (Alternative Airplay)          | 2                 |
| Stati Uniti (Hot Rock & Alternative Songs) | 22                |